# 久米仙人
久米仙人（くめのせんにん）は、久米寺（奈良県橿原市久米町）の開祖と言われる伝説上の人物。『和州久米寺流記』には毛堅仙、『本朝神仙伝』には毛堅仙人と名が記されている。久米仙人に関する話は、『七大寺巡礼私記』『和州久米寺流記』『元亨釈書』『扶桑略記』などの仏教関係の文献はもとより、『今昔物語集』『徒然草』『発心集』その他の説話・随筆などにも記述がある。

## あらすじ
久米仙人は、欽明天皇（在位：539? - 571?）の時代、葛城の里（現・御所市から北葛城郡新庄町・當麻町にかけて）に生まれたとされる。竜門岳（りゅうもんがたけ。宇陀市と吉野郡吉野町の境界）で修行し、神通飛行術を取得。竜門岳から葛城山に飛行するのを常としていた。
天平年間（729 - 749）に龍門寺（奈良県吉野郡吉野町）の堀に住まって、いつものように飛行していたが、あるとき久米川（現・曽我川。大和川の支流）の辺で洗濯する若い女性の白い脹脛（太腿とする文献あり）に萌えて神通力を失い、墜落する。その女性を妻として普通の人間として暮らした。
『七大寺巡礼私記』や『和州久米寺流記』によると、聖武天皇（在位：724 - 749）の命により東大寺に大仏殿を建立（竣工：758）する際、久米仙人は俗人として夫役につき、材木の運搬に従事していた。周囲の者が彼を仙人と呼んでいるのを知った担当の役人は、（どこまで本気か不明であるが）「仙人ならば神通力で材木を運べないか」と持ち掛けた。七日七夜の修行ののち、ついに神通力を回復した彼は8日目の朝、吉野山から切り出した材木を空中に浮揚させて運搬、建設予定地に着地させた。
その甲斐あって大仏殿の建立は速やかに成就したと伝えられている。聖武天皇は、免田（税の一部が免除される田）30町（1町の定義は時代により異なる。ここではメートル法に換算は行わない）をたまわり、久米仙人はそこに寺を建立した。これが久米寺であるという。すなわち久米寺の縁起である。
その後、弘法大師が久米寺を訪れ『大日経』を感得する。これがもとになって大師は唐に渡り真言を学ぶことになる。
藤原京（高市郡明日香村。遷都：694）または平城京（遷都：710）造営のときの話だとする資料もある。
その後百数十年、久米寺に住んだ。『和州久米寺流記』は、久米仙人と妻はどこかへ飛び去ったという後日談を記す。仙人は十一面観音、妻は大勢至菩薩であるという。

## その他
『徒然草』第8段に、「手足の肌がきれいで、脂肪が乗っており見た目も映えるのは、他でもない実物の肉体なのだから(萌えるのも)仕方がない」という趣旨の記述がある。
久米仙人の修行の様子は龍門寺の扉に描かれ、菅原道真（845 - 903）の文と共にしばらくの間残ったとする文献もある。

### 久米寺について
久米仙人の伝説にちなんだ寺としてよく知られているが、もともとここは久米部（くめべ）の武人の住んだ地といわれ、推古天皇2年（594）に聖徳太子の弟である来目皇子（くめのおうじ）が創建したと伝えられる。来目皇子が幼少の頃眼病を患い、両目を失明するが、聖徳太子のお告げにより薬師如来に祈願したところ平癒したと言われる。このことをきっかけに、自らを来目皇子と称した。